# Freddy Mina
Freddy Darío Mina Quiñónez (n. Puerto Quito, Ecuador; 24 de julio de 1998) es un futbolista ecuatoriano. Juega como extremo y su equipo actual es Liga Deportiva Universitaria de la Serie A de Ecuador.

## Trayectoria
Se inició en las categorías formativas del Deportivo Quito y en luego en el Olmedo de Riobamba, logrando su debut profesional con aquel equipo en el 2015.
En el 2017 llegó al Macará de Ambato. Tras sus destacadas actuaciones se llegó a un acuerdo con Barcelona Sporting Club para un préstamo para la temporada 2020.
El 2 de julio de 2024 se hizo oficial su llegada a Liga Deportiva Universitaria firmando un contrato por cuatro años.

## Selección nacional

### Categorías inferiores
Fue convocado a la selección ecuatoriana sub-23 para disputar el preolímpico de Colombia 2020 clasificatorio a los Juegos Olímpicos de Tokio 2020.

#### Participaciones en Sudamericanos
| Campeonato                              | Sede     | Resultado    | Partidos | Goles |
| --------------------------------------- | -------- | ------------ | -------- | ----- |
| Preolímpico Sudamericano Sub-23 de 2020 | Colombia | Primera fase | 3        | 0     |

### Partidos internacionales
Actualizado al último partido disputado el 4 de diciembre de 2021.
| \| N.° \| Fecha \| Ciudad \| Oponente \| Resultado \| Resultado \| Competencia \| \| --- \| ---------------------- \| ------- \| ----------- \| --------- \| --------- \| ----------- \| \| 1. \| 4 de diciembre de 2021 \| Houston \| El Salvador \| 1–1 \| Empate \| Amistoso \| |                        |         |             |           |           |             |
| N.° | Fecha                  | Ciudad  | Oponente    | Resultado | Resultado | Competencia |
| 1. | 4 de diciembre de 2021 | Houston | El Salvador | 1–1       | Empate    | Amistoso    |

## Estadísticas

### Clubes
Actualizado al último partido disputado el 16 de marzo de 2025.
| Club                                   | Div.          | Temporada     | Liga  | Liga  | Copas nacionales | Copas nacionales | Copas internacionales | Copas internacionales | Total | Total | Total  |
| Club                                   | Div.          | Temporada     | Part. | Goles | Part.            | Goles            | Part.                 | Goles                 | Part. | Goles | Asist. |
| -------------------------------------- | ------------- | ------------- | ----- | ----- | ---------------- | ---------------- | --------------------- | --------------------- | ----- | ----- | ------ |
| C. D. Olmedo · Ecuador                 | 2.ª           | 2015          | 6     | 0     | —                | —                | —                     | —                     | 6     | 0     | 0      |
| C. D. Olmedo · Ecuador                 | 2.ª           | 2016          | 11    | 2     | —                | —                | —                     | —                     | 11    | 2     | 0      |
| C. D. Olmedo · Ecuador                 | Total club    | Total club    | 17    | 2     | 0                | 0                | 0                     | 0                     | 17    | 2     | 0      |
| C. D. Macará · Ecuador                 | 1.ª           | 2017          | 1     | 0     | —                | —                | —                     | —                     | 1     | 0     | 0      |
| C. D. Macará · Ecuador                 | 1.ª           | 2018          | 6     | 0     | —                | —                | —                     | —                     | 6     | 0     | 0      |
| C. D. Macará · Ecuador                 | 1.ª           | 2019          | 6     | 1     | 2                | 0                | —                     | —                     | 8     | 1     | 0      |
| Barcelona S. C. · Ecuador              | 1.ª           | 2020          | 0     | 0     | —                | —                | 1                     | 0                     | 1     | 0     | 0      |
| Barcelona S. C. · Ecuador              | Total club    | Total club    | 0     | 0     | 0                | 0                | 1                     | 0                     | 1     | 0     | 0      |
| C. D. Macará · Ecuador                 | 1.ª           | 2021          | 19    | 3     | —                | —                | 1                     | 0                     | 20    | 3     | 1      |
| C. D. Macará · Ecuador                 | 1.ª           | 2022          | 23    | 1     | 1                | 0                | —                     | —                     | 24    | 1     | 2      |
| C. D. Macará · Ecuador                 | 2.ª           | 2023          | 35    | 6     | —                | —                | —                     | —                     | 35    | 6     | 0      |
| C. D. Macará · Ecuador                 | 1.ª           | 2024          | 13    | 3     | 0                | 0                | —                     | —                     | 13    | 3     | 0      |
| C. D. Macará · Ecuador                 | Total club    | Total club    | 103   | 14    | 3                | 0                | 1                     | 0                     | 107   | 14    | 3      |
| Liga Deportiva Universitaria · Ecuador | 1.ª           | 2024          | 5     | 0     | 2                | 0                | 2                     | 0                     | 9     | 0     | 0      |
| Liga Deportiva Universitaria · Ecuador | 1.ª           | 2025          | 1     | 0     | 1                | 0                | 0                     | 0                     | 2     | 0     | 0      |
| Liga Deportiva Universitaria · Ecuador | Total club    | Total club    | 6     | 0     | 3                | 0                | 2                     | 0                     | 11    | 0     | 0      |
| Total carrera                          | Total carrera | Total carrera | 126   | 16    | 6                | 0                | 4                     | 0                     | 136   | 16    | 3      |
| 1. 2.                                  |               |               |       |       |                  |                  |                       |                       |       |       |        |

## Palmarés

### Campeonatos nacionales
| Título               | Club                         | País    | Año  |
| -------------------- | ---------------------------- | ------- | ---- |
| Serie A de Ecuador   | Barcelona S. C.              | Ecuador | 2020 |
| Serie B de Ecuador   | Macará                       | Ecuador | 2023 |
| Serie A de Ecuador   | Liga Deportiva Universitaria | Ecuador | 2024 |
| Supercopa de Ecuador | Liga Deportiva Universitaria | Ecuador | 2025 |